# Newbury (circonscription du Parlement britannique)
Circonscription parlementaire de la Chambre des communes
La circonscription de Newbury  est une circonscription parlementaire britannique située dans le Berkshire et représentée à la Chambre des communes du Parlement britannique. Depuis 2019, elle est représentée à la Chambre des communes du Parlement britannique par Laura Farris du Parti conservateur.

## Members of Parliament
| Élection | Élection | Membre                         | Membre       | Parti               |
| -------- | -------- | ------------------------------ | ------------ | ------------------- |
|          | 1885     | William George Mount           |              | Conservateur        |
|          | 1900     | William Mount                  |              | Conservateur        |
|          | 1906     | Frederick Coleridge Mackarness |              | Libéral             |
|          | 1910     | William Mount                  |              | Conservateur        |
|          | 1922     | Howard Clifton Brown           |              | Conservateur        |
|          | 1923     | Harold Stranger                |              | Libéral             |
|          | 1924     | Howard Clifton Brown           |              | Conservateur        |
|          | 1945     | Anthony Hurd                   |              | Conservateur        |
|          | 1964     | John Astor                     |              | Conservateur        |
|          | Fev 1974 | Sir Michael McNair-Wilson      |              | Conservateur        |
|          | 1992     | Judith Chaplin                 |              | Conservateur        |
|          | 1993     | David Rendel                   |              | Libéraux-démocrates |
|          | 2005     | Richard Benyon                 |              | Conservateur        |
|          | 2019     | Richard Benyon                 | Indépendant  |                     |
|          | 2019     | Richard Benyon                 | Conservateur |                     |
|          | 2019     | Laura Farris                   |              | Conservateur        |

## Élections

### Élections dans les années 2010
| Parti         | Parti                | Candidat             | Voix   | %    | ±     |
| ------------- | -------------------- | -------------------- | ------ | ---- | ----- |
|               | Conservateur         | Laura Farris         | 34,431 | 57,4 | -4.1  |
|               | Libéral Démocrate    | Lee Dillon           | 18,384 | 30,6 | +9.2  |
|               | Travailliste         | James Wilder         | 4,404  | 7,3  | -6.8  |
|               | Green                | Stephen Masters      | 2,454  | 4,1  | +1.6  |
|               | Indépendant          | Ben Holden-Crowther  | 325    | 0,5  | n/a   |
| Majorité      | Majorité             | Majorité             | 16,047 | 26,8 | -13.3 |
| Participation | Participation        | Participation        | 59,998 | 71,9 | -1.5  |
|               | Conservateur retenir | Conservateur retenir | Swing  | -6.7 |       |

| Parti         | Parti                | Candidat             | Voix   | %    | ±    |
| ------------- | -------------------- | -------------------- | ------ | ---- | ---- |
|               | Conservateur         | Richard Benyon       | 37,399 | 61,5 | +0.4 |
|               | Libéral Démocrate    | Judith Bunting       | 13,019 | 21,4 | +6.4 |
|               | Travailliste         | Alex Skirvin         | 8,596  | 14,1 | +5.7 |
|               | Green                | Paul Field           | 1,531  | 2,5  | -1.5 |
|               | Apolitical Democrats | Dave Yates           | 304    | 0,5  | +0.1 |
| Majorité      | Majorité             | Majorité             | 24,380 | 40,1 | -6.0 |
| Participation | Participation        | Participation        | 60,849 | 73,4 | +1.3 |
|               | Conservateur retenir | Conservateur retenir | Swing  | -3.0 |      |

| Parti         | Parti                     | Candidat             | Voix   | %     | ±     |
| ------------- | ------------------------- | -------------------- | ------ | ----- | ----- |
|               | Conservateur              | Richard Benyon       | 34,973 | 61,0  | +4.6  |
|               | Libéral Démocrate         | Judith Bunting       | 8,605  | 15,0  | -20.5 |
|               | UKIP                      | Catherine Anderson   | 6,195  | 10,8  | +8.3  |
|               | Travailliste              | Jonny Roberts        | 4,837  | 8,4   | +4.2  |
|               | Green                     | Paul Field           | 2,324  | 4,1   | +3.2  |
|               | Apolitical Democrats      | Peter Norman         | 228    | 0,4   | +0.2  |
|               | Indépendant               | Barrie Singleton     | 85     | 0,1   | N/A   |
|               | Patriotic Socialist Party | Andrew Stott         | 53     | 0,1   | N/A   |
| Majorité      | Majorité                  | Majorité             | 26,368 | 46,0  | +25.1 |
| Participation | Participation             | Participation        | 57,300 | 72,1  | +1.9  |
|               | Conservateur retenir      | Conservateur retenir | Swing  | +12.6 |       |

| Parti         | Parti                | Candidat             | Voix   | %    | ±     |
| ------------- | -------------------- | -------------------- | ------ | ---- | ----- |
|               | Conservateur         | Richard Benyon       | 33,057 | 56,4 | +7.4  |
|               | Libéral Démocrate    | David Rendel         | 20,809 | 35,5 | −7.1  |
|               | Travailliste         | Hannah Cooper        | 2,505  | 4,3  | −1.7  |
|               | UKIP                 | David Black          | 1,475  | 2,5  | +0.9  |
|               | Green                | Adrian Hollister     | 490    | 0,8  | +0.8  |
|               | Indépendant          | Brian Burgess        | 158    | 0,3  | +0.3  |
|               | Apolitical Democrat  | David Yates          | 95     | 0,2  | +0.2  |
| Majorité      | Majorité             | Majorité             | 12,248 | 20,9 | +14.6 |
| Participation | Participation        | Participation        | 58,589 | 70,2 | −2.4  |
|               | Conservateur retenir | Conservateur retenir | Swing  | 7.3  |       |

### Élections dans les années 2000
| Parti         | Parti                                        | Candidat                                     | Voix   | %    | ±    |
| ------------- | -------------------------------------------- | -------------------------------------------- | ------ | ---- | ---- |
|               | Conservateur                                 | Richard Benyon                               | 26,771 | 49,0 | +5.5 |
|               | Libéral Démocrate                            | David Rendel                                 | 23,311 | 42,6 | −5.6 |
|               | Travailliste                                 | Oscar Van Nooijen                            | 3,239  | 5,9  | −1.0 |
|               | UKIP                                         | David McMahon                                | 857    | 1,6  | +0.3 |
|               | Independent                                  | Nick Cornish                                 | 409    | 0,7  | N/A  |
|               | Independent                                  | Barrie Singleton                             | 86     | 0,2  | N/A  |
| Majorité      | Majorité                                     | Majorité                                     | 3,460  | 6,4  | N/A  |
| Participation | Participation                                | Participation                                | 54,673 | 72,0 | +4.7 |
|               | Conservateur vainqueur sur Libéral Démocrate | Conservateur vainqueur sur Libéral Démocrate | Swing  |      |      |

| Parti         | Parti                     | Candidat                  | Voix   | %    | ±     |
| ------------- | ------------------------- | ------------------------- | ------ | ---- | ----- |
|               | Libéral Démocrate         | David Rendel              | 24,507 | 48,2 | −4.7  |
|               | Conservateur              | Richard Benyon            | 22,092 | 43,5 | +5.7  |
|               | Travailliste              | Steve Billcliffe          | 3,523  | 6,9  | +1.4  |
|               | UKIP                      | Delphine Gray-Fisk        | 685    | 1,4  | +0.9  |
| Majorité      | Majorité                  | Majorité                  | 2,415  | 4,8  | −10.3 |
| Participation | Participation             | Participation             | 50,807 | 67,3 | −9.0  |
|               | Libéral Démocrate retenir | Libéral Démocrate retenir | Swing  |      |       |

### Élections dans les années 1990
| Parti         | Parti                                        | Candidat                                     | Voix   | %    | ±     |
| ------------- | -------------------------------------------- | -------------------------------------------- | ------ | ---- | ----- |
|               | Libéral Démocrate                            | David Rendel                                 | 29,887 | 52,9 | +15.8 |
|               | Conservateur                                 | Richard Benyon                               | 21,370 | 37,8 | −18.1 |
|               | Travailliste                                 | Paul Hannon                                  | 3,107  | 5,5  | −0.6  |
|               | Référendum                                   | Ted Snook                                    | 992    | 1,8  | N/A   |
|               | Green                                        | Rachel Stark                                 | 644    | 1,1  | N/A   |
|               | UKIP                                         | R Tubb                                       | 302    | 0,5  | N/A   |
|               | Socialiste Travailliste                      | Katrina Howse                                | 174    | 0,3  | N/A   |
| Majorité      | Majorité                                     | Majorité                                     | 8,517  | 15,1 | N/A   |
| Participation | Participation                                | Participation                                | 56,476 | 76,3 | +5.0  |
|               | Libéral Démocrate vainqueur sur Conservateur | Libéral Démocrate vainqueur sur Conservateur | Swing  |      |       |

| Parti         | Parti                                        | Candidat                                     | Voix   | %    | ±      |
| ------------- | -------------------------------------------- | -------------------------------------------- | ------ | ---- | ------ |
|               | Libéral Démocrate                            | David Rendel                                 | 37,590 | 65,1 | +27.8  |
|               | Conservateur                                 | Julian Davidson                              | 15,535 | 26,9 | −29.0  |
|               | Travailliste                                 | Steve Billcliffe                             | 1,151  | 2,0  | −4.0   |
|               | Anti-Federalist League                       | Alan Sked                                    | 601    | 1,0  | N/A    |
|               | Conservative Candidate                       | Andrew Bannon                                | 561    | 1,0  | N/A    |
|               | Commoners' Party                             | Stephen Martin                               | 435    | 0,8  | N/A    |
|               | Monster Raving Loony                         | Screaming Lord Sutch                         | 432    | 0,7  | N/A    |
|               | Green                                        | Jim Wallis                                   | 341    | 0,6  | −0.2   |
|               | Referendum Party                             | Robin Marlar                                 | 338    | 0,6  | N/A    |
|               | Conservative Rebel                           | John Browne                                  | 267    | 0,5  | N/A    |
|               | Corrective Party                             | Lindi St Clair                               | 170    | 0,3  | N/A    |
|               | Maastricht Referendum for Britain            | Bill Board                                   | 84     | 0,1  | N/A    |
|               | Natural Law                                  | Michael Grenville                            | 60     | 0,1  | N/A    |
|               | People & Pensioners Party                    | Johnathon Day                                | 49     | 0,1  | N/A    |
|               | 21st Century Independent Foresters           | Colin Palmer                                 | 40     | 0,1  | N/A    |
|               | Defence of Children's Humanity Bosnia        | Mladen Grbin                                 | 33     | 0,1  | N/A    |
|               | SDP                                          | Alan Page                                    | 33     | 0,1  | N/A    |
|               | Communist (PCC)                              | Anne Murphy                                  | 32     | 0,1  | N/A    |
|               | Give The Royal Billions To Schools           | Michael Stone                                | 21     | 0,1  | N/A    |
| Majorité      | Majorité                                     | Majorité                                     | 22,055 | 38,2 | N/A    |
| Participation | Participation                                | Participation                                | 57,399 | 71,3 | −11.46 |
|               | Libéral Démocrate vainqueur sur Conservateur | Libéral Démocrate vainqueur sur Conservateur | Swing  | 28.4 |        |

| Parti         | Parti                | Candidat             | Voix   | %    | ±    |
| ------------- | -------------------- | -------------------- | ------ | ---- | ---- |
|               | Conservateur         | Judith Chaplin       | 37,135 | 55,9 | −4.2 |
|               | Libéral Démocrate    | David Rendel         | 24,778 | 37,3 | +5.6 |
|               | Travailliste         | Richard J E Hall     | 3,962  | 6,0  | −2.1 |
|               | Green                | Jim Wallis           | 539    | 0,8  | N/A  |
| Majorité      | Majorité             | Majorité             | 12,357 | 18,6 | −9.8 |
| Participation | Participation        | Participation        | 66,414 | 82,8 | +4.8 |
|               | Conservateur retenir | Conservateur retenir | Swing  | −4.9 |      |

### Élections dans les années 1980
| Parti         | Parti                | Candidat              | Voix   | %    | ±    |
| ------------- | -------------------- | --------------------- | ------ | ---- | ---- |
|               | Conservateur         | Michael McNair-Wilson | 35,266 | 60,1 | +0.8 |
|               | Alliance (Liberal)   | David Rendel          | 18,608 | 31.7 | −3.3 |
|               | Travailliste         | Robert Stapley        | 4,765  | 8,1  | +2.5 |
| Majorité      | Majorité             | Majorité              | 16,658 | 28,4 | +4.1 |
| Participation | Participation        | Participation         | 58,639 | 78,0 | +2.8 |
|               | Conservateur retenir | Conservateur retenir  | Swing  |      |      |

| Parti         | Parti                | Candidat              | Voix   | %    | ±    |
| ------------- | -------------------- | --------------------- | ------ | ---- | ---- |
|               | Conservateur         | Michael McNair-Wilson | 31,836 | 59,3 | +6.2 |
|               | Alliance (Liberal)   | Anthony Richards      | 18,798 | 35.0 | −1.0 |
|               | Travailliste         | Richard Knight        | 3,027  | 5,6  | −5.2 |
| Majorité      | Majorité             | Majorité              | 13,038 | 24,3 | +7.2 |
| Participation | Participation        | Participation         | 53,661 | 75,2 | -4.1 |
|               | Conservateur retenir | Conservateur retenir  | Swing  |      |      |

### Élections dans les années 1970
| Parti         | Parti                | Candidat              | Voix   | %    | ±     |
| ------------- | -------------------- | --------------------- | ------ | ---- | ----- |
|               | Conservateur         | Michael McNair-Wilson | 33,677 | 52,8 | +10.4 |
|               | Liberal              | Anthony Richards      | 23,388 | 36,7 | −3.9  |
|               | Travailliste         | Joan Ruddock          | 6,676  | 10,5 | −6.2  |
| Majorité      | Majorité             | Majorité              | 10,289 | 16,1 | +14.3 |
| Participation | Participation        | Participation         | 63,741 | 79,3 | +3.0  |
|               | Conservateur retenir | Conservateur retenir  | Swing  |      |       |

| Parti         | Parti                | Candidat              | Voix   | %    | ±    |
| ------------- | -------------------- | --------------------- | ------ | ---- | ---- |
|               | Conservateur         | Michael McNair-Wilson | 23,499 | 42,4 | +0.1 |
|               | Liberal              | Dane Clouston         | 22,477 | 40,6 | +0.3 |
|               | Travailliste         | Celia Fletcher        | 9,390  | 16,7 | −0.6 |
| Majorité      | Majorité             | Majorité              | 1,022  | 1,8  | −0.2 |
| Participation | Participation        | Participation         | 55,366 | 76,3 | −4.6 |
|               | Conservateur retenir | Conservateur retenir  | Swing  |      |      |

| Parti         | Parti                | Candidat              | Voix   | %    | ±     |
| ------------- | -------------------- | --------------------- | ------ | ---- | ----- |
|               | Conservateur         | Michael McNair-Wilson | 24,620 | 42,4 | -6.4  |
|               | Liberal              | Dane Clouston         | 23,419 | 40,3 | +19.0 |
|               | Travailliste         | Celia Fletcher        | 10,935 | 17,3 | -4.0  |
| Majorité      | Majorité             | Majorité              | 1,201  | 2,1  | -16.7 |
| Participation | Participation        | Participation         | 58,974 | 80,8 | +8.2  |
|               | Conservateur retenir | Conservateur retenir  | Swing  |      |       |

Après les Élections générales de 1970, les frontières de Newbury ont été modifiées pour réduire la taille de l'électorat qui était passé à plus de 85 000. Après le changement de frontière, l'électorat comptait environ 72 000 personnes. Cela est entré en vigueur lors des premières élections générales de février 1974
| Parti         | Parti                | Candidat             | Voix   | %    | ±     |
| ------------- | -------------------- | -------------------- | ------ | ---- | ----- |
|               | Conservateur         | John Astor           | 30,380 | 48,8 | +3.5  |
|               | Travailliste         | Timothy Sims         | 18,647 | 29,9 | −8.1  |
|               | Liberal              | Dane Clouston        | 13,279 | 21,3 | +4.6  |
| Majorité      | Majorité             | Majorité             | 11,733 | 18,9 | +11.7 |
| Participation | Participation        | Participation        | 55,392 | 72,6 | −6.5  |
|               | Conservateur retenir | Conservateur retenir | Swing  |      |       |

### Élections dans les années 1960
| Parti         | Parti                | Candidat               | Voix   | %    | ±    |
| ------------- | -------------------- | ---------------------- | ------ | ---- | ---- |
|               | Conservateur         | John Astor             | 25,908 | 45,3 | −0.1 |
|               | Travailliste         | Ronald Spiller         | 21,762 | 38,0 | +3.6 |
|               | Liberal              | Stanley Clement Davies | 9,571  | 16,7 | −3.5 |
| Majorité      | Majorité             | Majorité               | 4,146  | 7,2  | −3.7 |
| Participation | Participation        | Participation          | 57,241 | 79,1 | −0.2 |
|               | Conservateur retenir | Conservateur retenir   | Swing  |      |      |

| Parti         | Parti                | Candidat             | Voix   | %    | ±     |
| ------------- | -------------------- | -------------------- | ------ | ---- | ----- |
|               | Conservateur         | John Astor           | 24,936 | 45,3 | −14.6 |
|               | Travailliste         | David Stoddart       | 18,943 | 34,4 | +5.5  |
|               | Liberal              | Denis Egginton       | 11,124 | 20,2 | N/A   |
| Majorité      | Majorité             | Majorité             | 5,993  | 10,9 | −9.1  |
| Participation | Participation        | Participation        | 55,003 | 79,3 | +0.6  |
|               | Conservateur retenir | Conservateur retenir | Swing  |      |       |

### Élections dans les années 1950
| Parti         | Parti                | Candidat             | Voix   | %    | ±    |
| ------------- | -------------------- | -------------------- | ------ | ---- | ---- |
|               | Conservateur         | Anthony Hurd         | 29,703 | 60,0 | +2.0 |
|               | Travailliste         | David Stoddart       | 19,787 | 40,0 | −2.0 |
| Majorité      | Majorité             | Majorité             | 9,916  | 20,0 | +4.0 |
| Participation | Participation        | Participation        | 49,490 | 78,7 | +0.4 |
|               | Conservateur retenir | Conservateur retenir | Swing  |      |      |

| Parti         | Parti                | Candidat             | Voix   | %    | ±    |
| ------------- | -------------------- | -------------------- | ------ | ---- | ---- |
|               | Conservateur         | Anthony Hurd         | 29,703 | 58,1 | −1.7 |
|               | Travailliste         | Jon Evans            | 18,843 | 41,9 | +1.7 |
| Majorité      | Majorité             | Majorité             | 7,237  | 16,2 | −3.4 |
| Participation | Participation        | Participation        | 48,546 | 78,3 | −0.4 |
|               | Conservateur retenir | Conservateur retenir | Swing  |      |      |

| Parti         | Parti                | Candidat             | Voix   | %    | ±    |
| ------------- | -------------------- | -------------------- | ------ | ---- | ---- |
|               | Conservateur         | Anthony Hurd         | 20,102 | 59,8 | +7.0 |
|               | Travailliste         | Colin Jackson        | 13,507 | 40,2 | +5.5 |
| Majorité      | Majorité             | Majorité             | 6,595  | 19,6 | +1.5 |
| Participation | Participation        | Participation        | 33,609 | 78,7 | −2.4 |
|               | Conservateur retenir | Conservateur retenir | Swing  |      |      |

| Parti         | Parti                | Candidat             | Voix   | %    | ±     |
| ------------- | -------------------- | -------------------- | ------ | ---- | ----- |
|               | Conservateur         | Anthony Hurd         | 18,150 | 52,8 | +0.4  |
|               | Travailliste         | Colin Jackson        | 11,914 | 34,7 | +1.0  |
|               | Liberal              | Edwin Burrows        | 4,284  | 12,5 | -0.5  |
| Majorité      | Majorité             | Majorité             | 6,236  | 18,1 | -0.6  |
| Participation | Participation        | Participation        | 34,348 | 81,1 | +15.7 |
|               | Conservateur retenir | Conservateur retenir | Swing  |      |       |

### Élections dans les années 1940
| Parti         | Parti                | Candidat                | Voix   | %    | ±     |
| ------------- | -------------------- | ----------------------- | ------ | ---- | ----- |
|               | Conservateur         | Anthony Hurd            | 24,463 | 52,4 | −20.6 |
|               | Travailliste         | Iris Brook              | 15,754 | 33,7 | +6.7  |
|               | Liberal              | Eric Digby Tempest Vane | 6,052  | 13,0 | N/A   |
|               | Common Wealth        | George Booth Suggett    | 424    | 0,9  | N/A   |
| Majorité      | Majorité             | Majorité                | 8,709  | 18,7 | −27.3 |
| Participation | Participation        | Participation           | 46,693 | 65,4 | −0.4  |
|               | Conservateur retenir | Conservateur retenir    | Swing  |      |       |

### Élections dans les années 1930
| Parti         | Parti                | Candidat             | Voix   | %    | ±   |
| ------------- | -------------------- | -------------------- | ------ | ---- | --- |
|               | Conservateur         | Howard Clifton Brown | 24,642 | 73,0 | N/A |
|               | Travailliste         | Richard Russell      | 9,125  | 27,0 | N/A |
| Majorité      | Majorité             | Majorité             | 15,517 | 46,0 | N/A |
| Participation | Participation        | Participation        | 33,767 | 65,5 | N/A |
|               | Conservateur retenir | Conservateur retenir | Swing  | N/A  |     |

Aux élections générales de 1931, Howard Clifton Brown du Parti conservateur est réélu sans opposition.

### Élections dans les années 1920
| Parti         | Parti             | Candidat             | Voix   | %    | ±    |
| ------------- | ----------------- | -------------------- | ------ | ---- | ---- |
|               | Unioniste         | Howard Clifton Brown | 17,800 | 51,0 | −4.9 |
|               | Liberal           | Edward Harold Brooks | 13,604 | 39,0 | −0.5 |
|               | Travailliste      | Frank Jacques        | 3,471  | 10,0 | +5.4 |
| Majorité      | Majorité          | Majorité             | 4,196  | 12,0 | −4.4 |
| Participation | Participation     | Participation        | 34,875 | 78,3 | −2.6 |
|               | Unioniste retenir | Unioniste retenir    | Swing  | -2.2 |      |

| Parti         | Parti                           | Candidat                        | Voix   | %    | ±     |
| ------------- | ------------------------------- | ------------------------------- | ------ | ---- | ----- |
|               | Unioniste                       | Howard Clifton Brown            | 14,759 | 55,9 | +6.0  |
|               | Liberal                         | Harold Stranger                 | 10,444 | 39,5 | −10.6 |
|               | Travailliste                    | Frank Jacques                   | 1,219  | 4,6  | N/A   |
| Majorité      | Majorité                        | Majorité                        | 4,315  | 16,4 | N/A   |
| Participation | Participation                   | Participation                   | 26,422 | 80,9 | +9.6  |
|               | Unioniste vainqueur sur Liberal | Unioniste vainqueur sur Liberal | Swing  |      |       |

| Parti         | Parti                           | Candidat                        | Voix   | %    | ±    |
| ------------- | ------------------------------- | ------------------------------- | ------ | ---- | ---- |
|               | Liberal                         | Harold Stranger                 | 11,226 | 50,1 | +7.5 |
|               | Unioniste                       | Howard Clifton Brown            | 11,185 | 49,9 | −7.5 |
| Majorité      | Majorité                        | Majorité                        | 41     | 0,2  | N/A  |
| Participation | Participation                   | Participation                   | 22,411 | 71,3 | +1.6 |
|               | Liberal vainqueur sur Unioniste | Liberal vainqueur sur Unioniste | Swing  | +7.5 |      |

| Parti         | Parti             | Candidat             | Voix   | %    | ±   |
| ------------- | ----------------- | -------------------- | ------ | ---- | --- |
|               | Unioniste         | Howard Clifton Brown | 12,322 | 57,4 | N/A |
|               | Liberal           | Harold Stranger      | 9,144  | 42,6 | N/A |
| Majorité      | Majorité          | Majorité             | 3,178  | 14,8 | N/A |
| Participation | Participation     | Participation        | 21,466 | 69,7 | N/A |
|               | Unioniste retenir | Unioniste retenir    | Swing  | N/A  |     |

| Parti                                                 | Parti          | Candidat             | Voix            | %               | ±               |
| ----------------------------------------------------- | -------------- | -------------------- | --------------- | --------------- | --------------- |
| C                                                     | Unioniste      | Howard Clifton Brown | Sans opposition | Sans opposition | Sans opposition |
|                                                       | Unioniste hold |                      |                 |                 |                 |
| C candidat approuvé par le gouvernement de coalition. |                |                      |                 |                 |                 |

### Élections dans les années 1910
| Parti                                                 | Parti          | Candidat      | Voix            | %               | ±               |
| ----------------------------------------------------- | -------------- | ------------- | --------------- | --------------- | --------------- |
| C                                                     | Unioniste      | William Mount | Sans opposition | Sans opposition | Sans opposition |
|                                                       | Unioniste hold |               |                 |                 |                 |
| C candidat approuvé par le gouvernement de coalition. |                |               |                 |                 |                 |

| Parti         | Parti                | Candidat              | Voix   | %    | ±    |
| ------------- | -------------------- | --------------------- | ------ | ---- | ---- |
|               | Conservateur         | William Mount         | 6,485  | 60,3 | +0.3 |
|               | Liberal              | Lisle March-Phillipps | 4,278  | 39,7 | −0.3 |
| Majorité      | Majorité             | Majorité              | 2,207  | 20,4 | +0.4 |
| Participation | Participation        | Participation         | 10,763 | 82,4 | -8.0 |
|               | Conservateur retenir | Conservateur retenir  | Swing  |      |      |

| Parti         | Parti                              | Candidat                           | Voix   | %    | ±     |
| ------------- | ---------------------------------- | ---------------------------------- | ------ | ---- | ----- |
|               | Conservateur                       | William Mount                      | 7,081  | 60,0 | +14.9 |
|               | Liberal                            | Thomas Hedderwick                  | 4,723  | 40,0 | −14.9 |
| Majorité      | Majorité                           | Majorité                           | 2,358  | 20,0 | N/A   |
| Participation | Participation                      | Participation                      | 11,804 | 90,4 | +2.9  |
|               | Conservateur vainqueur sur Liberal | Conservateur vainqueur sur Liberal | Swing  |      |       |

### Élections dans les années 1900
| Parti              | Parti                              | Candidat                           | Voix   | %    | ±   |
| ------------------ | ---------------------------------- | ---------------------------------- | ------ | ---- | --- |
|                    | Liberal                            | Frederick Mackarness               | 5,338  | 52,0 | N/A |
|                    | Conservateur                       | William Mount                      | 4,936  | 48,0 | N/A |
| Majorité           | Majorité                           | Majorité                           | 402    | 4,0  | N/A |
| Participation      | Participation                      | Participation                      | 10,274 | 87,5 | N/A |
| Registre électeurs | Registre électeurs                 | Registre électeurs                 | 11,746 |      |     |
|                    | Liberal vainqueur sur Conservateur | Liberal vainqueur sur Conservateur | Swing  | N/A  |     |

| Parti | Parti             | Candidat      | Voix            | %               | ±               |
| ----- | ----------------- | ------------- | --------------- | --------------- | --------------- |
|       | Conservateur      | William Mount | Sans opposition | Sans opposition | Sans opposition |
|       | Conservateur hold |               |                 |                 |                 |

### Élections dans les années 1890
| Parti              | Parti                | Candidat             | Voix   | %    | ±    |
| ------------------ | -------------------- | -------------------- | ------ | ---- | ---- |
|                    | Conservateur         | William Mount        | 4,895  | 56,5 | +2.7 |
|                    | Liberal              | John Swinburne       | 3,766  | 43,5 | −2.7 |
| Majorité           | Majorité             | Majorité             | 1,129  | 13,0 | +5.4 |
| Participation      | Participation        | Participation        | 8,661  | 81,5 | −1.0 |
| Registre électeurs | Registre électeurs   | Registre électeurs   | 10,621 |      |      |
|                    | Conservateur retenir | Conservateur retenir | Swing  | +2.7 |      |

| Parti              | Parti                | Candidat             | Voix   | %    | ±   |
| ------------------ | -------------------- | -------------------- | ------ | ---- | --- |
|                    | Conservateur         | William Mount        | 4,588  | 53,8 | N/A |
|                    | Liberal              | Thomas Stevens       | 3,938  | 46,2 | N/A |
| Majorité           | Majorité             | Majorité             | 650    | 7,6  | N/A |
| Participation      | Participation        | Participation        | 8,526  | 82,5 | N/A |
| Registre électeurs | Registre électeurs   | Registre électeurs   | 10,338 |      |     |
|                    | Conservateur retenir | Conservateur retenir | Swing  | N/A  |     |

### Élections dans les années 1880
| Parti | Parti             | Candidat      | Voix            | %               | ±               |
| ----- | ----------------- | ------------- | --------------- | --------------- | --------------- |
|       | Conservateur      | William Mount | Sans opposition | Sans opposition | Sans opposition |
|       | Conservateur hold |               |                 |                 |                 |

| Parti              | Parti                                  | Candidat           | Voix   | %    | ±   |
| ------------------ | -------------------------------------- | ------------------ | ------ | ---- | --- |
|                    | Conservateur                           | William Mount      | 4,631  | 51,1 | N/A |
|                    | Liberal                                | George Palmer      | 4,429  | 48,9 | N/A |
| Majorité           | Majorité                               | Majorité           | 202    | 2,2  | N/A |
| Participation      | Participation                          | Participation      | 9,060  | 86,7 | N/A |
| Registre électeurs | Registre électeurs                     | Registre électeurs | 10,453 |      |     |
|                    | Conservateur vainqueur (nouveau siège) |                    |        |      |     |

## Sources
- « Newbury election history », sur Newbury (consulté le 12 avril 2005)
- « Parliament.uk: 1992 elections » [archive du 8 décembre 2005], sur Highest and lowest shares of the vote by party (consulté le 12 avril 2005)
- « Newbury 1993 » [archive du 22 août 2009], sur Candidate names (consulté le 17 avril 2005)
- « Election data from 1832 », sur Newbury constituency 1959 onwards (consulté le 23 avril 2005)
- « Boundary Commission for England » [archive du 12 mars 2005], sur Boundary changes (consulté le 23 avril 2005)
- David Boothroyd, « Smallest majorities at elections since 1918 », sur 1923 Majority (consulté le 3 juin 2005)
- BBC: Newbury constituency (2001)
- McCalmont, Frederick Haynes, Stenton Michael, Vincent, John Russell. McCalmont's parliamentary poll book: British election results.  (ISBN 0-85527-000-4)
- F. W. S. Craig. British Parliamentary Election Results 1950–1973.  (ISBN 0-900178-07-8)
- F. W. S. Craig. British Parliamentary Election Results 1918–1949.  (ISBN 0-900178-01-9)